# Tadeusz Styczeń
Tadeusz Styczeń (Wolowice, 21 de diciembre de 1931-Trzebnica, 14 de octubre de 2010) fue un filósofo y teólogo católico polaco. Profesor de ética en la Universidad Católica de Lublin Juan Pablo II, fue coautor del borrador de la encíclica papal Veritatis Splendor. Styczeń fue alumno y confidente del Papa san Juan Pablo II.

## Biografía
En 1944 asistió al Gimnasio clandestino de los Salvatorianos en Cracovia, y en 1947 se unió a esta orden religiosa. Una vez completada su estancia en el noviciado en Wroclaw, el 8 de septiembre de 1948 tomó los primeros votos religiosos. Recibió la ordenación sacerdotal el 5 de abril de 1955 en Cracovia de manos del obispo Franciszek Jop. Inició sus estudios en la Facultad de Teología de la Universidad Jaguelónica en Cracovia, pero a causa de la disolución de esta facultad en 1955, los prosiguió en el Departamento de Filosofía de la Universidad Católica de Lublin. Allí defendió su tesis de maestría, su tesis doctoral (1963) y su tesis de habilitación (1971) bajo la dirección de Karol Woytiła, en el campo de la ética. En 1981 recibió el título de profesor asociado en dicha universidad.
Fue primer asistente y luego adjunto (asistente científico sénior) en la cátedra de ética en la Universidad Católica de Lublin. Debido a la ausencia permanente de Karol Wojtyla, obstaculizado por sus responsabilidades como Arzobispo de Cracovia, asumió efectivamente la presidencia del departamento. Después de que Wojtyla fue elegido Papa en 1978, también asumió formalmente la presidencia del departamento de ética. Recibió el título de profesor de filosofía. En 1982 fue uno de los cofundadores del Instituto Juan Pablo II en la Universidad Católica de Lublin, que se ocupa principalmente de cuestiones de las enseñanzas morales papales. Hasta el 30 de noviembre de 2006 fue director de este instituto. Luego permaneció como director honorario hasta su muerte. También fue editor en jefe del periódico mensual Ethos de este instituto, publicado desde 1988. En su trabajo científico, Styczeń trató principalmente cuestiones de ética, metaética y dignidad humana. En 1993 fue uno de los coautores de la encíclica moral papal publicada el 6 de agosto de 1993, Veritatis Splendor. También publicó el trabajo moral-filosófico Karol Wojtyła bajo el título Metafísica de la persona en italiano.
Styczeń fue uno de los confidentes más cercanos del Papa Juan Pablo II y fue uno de los que le acompañó en el lecho de muerte del Papa el 2 de abril de 2005. Fue consultor del Pontificio Consejo de la Familia y miembro de la Academia Pontificia para la Vida.

## Premios y distinciones
Styczeń recibió diversas distinciones, entre las que destacan:
- Doctorado honoris causa por la Universidad de Navarra (1994)[3]
- Orden Restituta Polonia (2006)[4]
- Medalla al Mérito de la Universidad Católica de Lublin (2007)[5]
- Doctorado honoris causa por la Universidad Lateranenese (2007)[6]
- Cruz de Honor de Austria para la Ciencia y el Arte, Primera Clase (2008)[7]